# Гледка
Гледка е село в Южна България. То се намира в община Стамболово, област Хасково.

## История
В околностите на селото са регистрирани паметници от различни исторически епохи. През 1966 г. в тракийска надгробна могила в местността „Двете чуки“ срещу с. Гледка археологът от Хасковския музей Д. Аладжов открива колесница от II век с бронзови ажурни апликации и бронзови фигурки. В съседна до нея могила през 1985 г. е проучен гроб с трупоизгаряне от същото време с над 30 глинени съда в гробната яма. Византийски монети и останки от тухли и кости са намирани на различни места в околността на селото. По брега на язовира между селата Гледка и Стамболово са открити фрагменти от халщатска керамика. В същата местност са регистрирани следи от средновековно селище. През есента на 1978 г. Д. Аладжов проучва средновековен християнски некропол (Х-XI в.), чиито гробове сега са на дъното на язовира. Сред материалите от некропола е единствения в България средновековен пръстен с надпис на латински PAX. Появата му тук се свързва с времето на Първия кръстоносен поход (1096 г.).

## Личности
- Петър Танчев (1920-1992) - политик от БЗНС